# Войнов, Юрий Николаевич

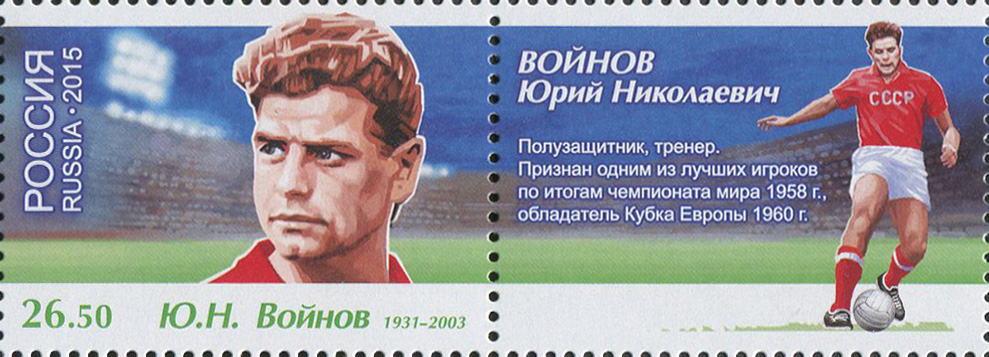
Почтовая марка России, 2015 год

Ю́рий Никола́евич Во́йнов (29 ноября 1931, Калининский, Московская область — 22 апреля 2003, Киев) — советский футболист, полузащитник, советский и украинский тренер.
Мастер спорта СССР (1954). Заслуженный мастер спорта СССР (1959), Заслуженный тренер Украинской ССР (1968).
Один из лучших центральных полузащитников в истории советского футбола.

## Клубная карьера
Юрий Войнов начинал свою карьеру играя за команду завода им. Калинина, г. Калининград Московской области (1949—1950), далее в скромном мытищинском «Зените», с которым однако выиграл в 1950 году первенство Московской области.
В 19 лет Войнова приглашают в другой «Зенит» — из Ленинграда. В 1954 году впервые был вызван в сборную СССР на матч со сборной Венгрии. В ноябре 1955 года, успев проявить себя в сборной, он перешёл из «Зенита» в киевское «Динамо», куда его пригласил Олег Ошенков.
Некоторое время переход в киевскую команду был под вопросом (из-за интриг московских клубов), и только перед самым стартом футбольного сезона 1956 года Войнову разрешили играть за «Динамо». В 1959 году команду покинул Ошенков, а место главного тренера занял москвич Вячеслав Соловьев, перед которым была задача — выиграть чемпионат СССР.
Осенью 1961 года вместе с киевским «Динамо» выиграл золотые медали чемпионата СССР. Это был первый успех киевлян.

## Карьера в сборной
По итогам чемпионата мира 1958 года Войнова включили в состав символической сборной мира (по версии журналистов).
Первый розыгрыш Кубка Европы, выигранный сборной СССР в 1960 году, — самое крупное достижение футбольной карьеры Юрия Войнова. В 1/8 финала в соперниках сборной СССР на этой стадии оказались венгры. В Москве наша команда выиграла — 3:1. В Будапеште сборная СССР вновь праздновала успех — 1:0. Победный гол забил Войнов.
Вместе с командой играл и в Париже, на «Парк де Пренс». Провел оба матча — с Чехословакией и Югославией. В финале принял участие в голевой комбинации, которая привела к победному голу Виктора Понедельника.
Он стал первым и единственным футболистом киевского «Динамо», завоевавшим титул чемпиона Европы.

## Тренерская карьера
В 1964 году Войнов переехал в Одессу, возглавил «Черноморец» и вывел его в полуфинал Кубка СССР. В этой команде у тренера Войнова играли экс-партнеры по «Динамо» Валерий Лобановский и Олег Базилевич.
После «Черноморца» Войнов тренировал «Судостроитель» (Николаев) (1967—1969, 1978—1979), «Шахтёр» (Донецк) (1969—1970), «Строитель» (Полтава) (1970—1972), «Металлист» (Харьков) (1972—1973), СКА (Киев) (1976—1977). После некоторое время был инструктором физкультуры на заводе, а в 57 лет ушёл на пенсию.
После распада СССР оказался практически никому не нужен. Из-за ничтожной пенсии вынужден был подрабатывать разнорабочим, одно время даже подумывал о самоубийстве. По собственному признанию, от петли спас Григорий Суркис, который пригласил работать в только что созданную ПФЛ Украины. В 1996 году Войнов занял должность главного инспектора.
Скончался 22 апреля 2003 года в Киеве.

## Достижения

### Командные
«Динамо» (Киев)
- Чемпион СССР: 1961
- Серебряный призёр чемпионата СССР: 1960

Сборная СССР
- Чемпион Европы: 1960

### Личные
- В списке 33-х лучших футболистов сезона в СССР (6): № 1 (1953, 1957—1960), № 2 (1954)
- Номинант на «Золотой мяч (France Football)»: 1959 (12-е место)
- Входит в символическую сборную чемпионата мира: 1958 (Неофициальная версия по опросу журналистов)[6]
- Заслуженный мастер спорта СССР (1959)
- Заслуженный тренер Украинской ССР (1968)

## Награды
- Орден «Знак Почёта» (16.09.1960) — за успешные выступления в XVII летних и VIII зимних Олимпийских играх 1960 года, а также за выдающиеся спортивные достижения[7]

## Семья
Был женат, с первой женой разошёлся.
Родственники в Москве:
- старшая сестра Мария, работала в администрации театра им. Маяковского;[источник не указан 2391 день]
- старший брат Владимир, после автодорожного института 45 лет проработал на АЗЛК.[источник не указан 2391 день]